# Voiceover
Voiceover (englisch; kurz: VO) ist ein Fachbegriff aus der Studiotechnik des Hörfunks und beim Film. Er bezeichnet die Tonaufnahme einer Stimme (engl. voice), die über (engl. over) eine andere Tonaufnahme oder über eine Filmszene gelegt wird.
Das Kompositum „Voiceover“ wird im Deutschen als „Overvoice“ auch mit umgedrehten Wortbestandteilen benutzt, wobei es sich um eine Pseudoentlehnung oder einen Scheinanglizismus handelt.

## Hörfunk
Im Hörfunk kommt das Voiceover bei der Übersetzung fremdsprachiger Originaltöne und bei Interviews vor. Um die Authentizität des Originals zu belegen, lässt man die fremdsprachige Originalaufnahme zwar erklingen, legt jedoch die von einem Studiosprecher gesprochene Übersetzung darüber. Im Idealfall entsteht beim Hörer der Eindruck, das fremdsprachige Original zu verstehen, ohne die Sprache zu kennen; er „vergisst“ den Synchronsprecher. Um das zu erreichen, muss der Produzent dem Original Raum lassen. Bei kurzen Beiträgen im täglichen Sendebetrieb ist – anders als bei langen, aufwändig produzierten Sendungen wie Radio-Features – für diesen Aufwand in der Regel keine Zeit; zudem wird ein mit einem subtil eingesetzten Voiceover produzierter Radiobeitrag länger. Im Rundfunkalltag hört man also meistens Voiceovers, die das Original akustisch fast vollständig verdecken und nur am Anfang und am Ende durchklingen lassen. Dabei ist die Zeitdauer des Originaltons – bedingt durch z. T. grammatikalisch bedingt längerer Sätze – stark von der jeweiligen Sprache abhängig. In der digitalen Produktionstechnik gibt es dafür eine spezielle, zu diesem Zweck entwickelte Funktion: das Ducking.
Voiceovers werden im Radio international verschieden behandelt. So verzichten skandinavische Sender bei englischen Originaltönen häufig ganz auf eine Übersetzung, also ein Voiceover, und lassen den Inhalt lediglich vorher oder nachher von einem Sprecher zusammenfassen. Man setzt dabei weitverbreitete Kenntnisse der englischen Sprache in der Bevölkerung voraus. Im deutschen Rundfunk wird der fremdsprachige Originalton überwiegend mittels einer Voiceover-Stimme übersetzt, Ausnahmen bilden manchmal Liveinterviews im Radio und teilweise im Rahmen von TV-Sendungen mit dialogischem Format werden Fragen und Antworten nachträglich vom Moderator zusammenfassend übersetzt. Im britischen Rundfunk sind Voiceovers häufig speziell inszeniert: Um etwa ein arabisches Interview zu übersetzen, bedient man sich eines gut Englisch sprechenden Arabers, der den einschlägigen Akzent in das Voiceover einbringt. Im Deutschen ist diese Herangehensweise nicht gewünscht. Man legt stattdessen, insbesondere in hochwertigen Produktionen, großen Wert auf das Original und lässt die Voiceover-Stimme ganz besonders neutral klingen. Dabei wird aber meist das Geschlecht der sprechenden Person beibehalten (also ein interviewter Mann erhält auch eine männliche Voiceover-Stimme), möglichst auch das Alter, wobei dies bei Kinderstimmen nicht immer realisierbar ist.

## Film
Im Film wurde das Voiceover in den 1940er Jahren populär. Hier bezeichnet Voiceover den Kommentar, Monolog oder Dialog einer oder mehrerer Figuren oder eines Erzählers, der nicht in der Szene gesprochen, sondern sozusagen über die Szene gelegt wird. – Das fälschlicherweise oft gleichwertig benutzte Wort „Off-Stimme“ (abgeleitet von „Off camera“ – „abseits der Kamera“, also nicht mittels der Kamera gezeigt) bezeichnet hingegen den Monolog oder Dialog einer oder mehrerer Figuren, die in einer Szene als Sprecher handeln, aber in der aktuellen Einstellung nur hörbar, nicht jedoch im Bild sichtbar ist/sind.
Ein Voiceover kann ein Geschehen auf der Leinwand verdeutlichen, ironisieren oder mit diesem kontrastieren. Dieses Stilmittel findet beispielsweise Verwendung, um die Gedankengänge einer in der Szene abwesenden Person wiederzugeben, oder die nicht ausgesprochenen Gedanken einer anwesenden Person (Innerer Monolog). Auch kann ein Voiceover der Reflexion des Sprechers dienen, wenn etwa eine junge Person im Bild sichtbar ist und die Stimme derselben, aber inzwischen gealterten Figur das Geschehen rückblickend kommentiert (Beispiele: Little Big Man und Stardust Memories).
In Literaturverfilmungen, die bei der Umsetzung eines Romans in Spielfilmlänge oftmals Handlungsstränge stark kürzen müssen, liefert ein Voiceover z. B. historische Hintergründe oder die Vorgeschichte zu einer Szene, oder eine Charakterbeschreibung oder Kurzbiografie einer neu eingeführten Figur. Das Genre des Film noir, das oft die Ausweglosigkeit einer Situation oder eines Protagonisten thematisierte, nutzte ein Voiceover, um bereits zu Beginn des Films den fatalen Ausgang der Geschichte vorwegzunehmen.
Ein Voiceover kann auch, obwohl ursprünglich im Drehbuch nicht vorgesehen, nach Fertigstellung des Films Verwendung finden, weil etwa der Regisseur oder das Produktionsstudio der Meinung ist, somit Unklarheiten im Handlungsverlauf erklären zu können (Beispiel die erste Verleihfassung von Blade Runner).
Im Dokumentarfilm ist ein Voiceover in Form eines Kommentars ein gängiges Stilmittel. Manche Spielfilme nutzen Voiceover, um diesen einen pseudodokumentarischen Effekt zu verleihen, wie die Filme von Peter Watkins (The War Game, Punishment Park) oder It Happened Here von Kevin Brownlow und Andrew Mollo.

## Synchronisation
Eingesetzt wird Voiceover auch in der Synchronisation. Statt den gesprochenen Originalton komplett zu ersetzen, werden die eingesprochenen Übersetzungen über den Originalton gelegt, wobei letzterer im Hintergrund leise hörbar bleibt.